# Andrea Berloff
Andrea Berloff (Silver Spring) é uma atriz, produtora e roteirista estadunidense. O primeiro filme em que teve participação intensa no roteiro, World Trade Center, tematizou os ataques de 11 de setembro de 2001, foi estrelado por Nicolas Cage e dirigido por Oliver Stone. Ela também repercutiu com a obra biográfica Straight Outta Compton, a qual lhe rendeu uma indicação ao Oscar de melhor roteiro original em 2016.

## Filmografia
- Eyeball Eddie (2001) - atriz
- Raw Footage (2005) - atriz, produtora executiva
- World Trade Center (2006) - roteirista
- Straight Outta Compton (2015) - roteirista
- Blood Father (2016) - roteirista
- Sleepless (2017) - roteirista
- The Kitchen - diretora, roteirista